# Annelie (film, 1941)
Pour les articles homonymes, voir Annelie.
Pour plus de détails, voir Fiche technique et Distribution.
Annelie est un film allemand réalisé par Josef von Báky, sorti en 1941.

## Synopsis
Le parcours d'une femme allemande de l'Empire Allemand jusqu'à l'arrivée d'Hitler et le début de la Seconde Guerre mondiale.

## Fiche technique
- Titre : Annelie
- Réalisation : Josef von Báky
- Scénario : Thea von Harbou d'après la pièce de Walter Lieck
- Photographie : Werner Krien
- Montage : Walter Wischniewsky
- Musique : Georg Haentzschel
- Pays d'origine : Allemagne nazi
- Format : Noir et blanc - 1,37:1
- Genre : comédie dramatique
- Durée : 92 minutes
- Date de sortie : 1941

## Distribution
- Luise Ullrich : Annelie Dörensen
- Werner Krauss : Reinhold Dörensen
- Käthe Haack : sa femme
- Karl Ludwig Diehl (en) : Dr Martin Laborius
- Albert Hehn : le fils de Reinhold Laborius
- John Pauls-Harding (de) : Gerhard Laborius
- Axel von Ambesser : Georg
- Johannes Schütz : Rudi Laborius
- Eduard von Winterstein : le conseiller médical Heberlein
- Josefine Dora : la sage-femme
- Ilse Fürstenberg : la femme de ménageIda
- Claude Farell : Helene
- Roma Bahn
- Erich Dunskus
- Margarete Schön